# Како се креснути
Како се креснути (енгл. How to Have Sex) британска је филмска драма из 2023. године у режији и по сценарију Моли Менинг Вокер. Главну улогу тумачи Мија Макена Браун.
Светска премијера је одржана 19. маја 2023. на Канском филмском фестивалу, где је освојио награду Известан поглед. Приказивање у биоскопима је започело 3. новембра 2023. у Уједињеном Краљевству, односно 7. децембра исте године у Србији.

## Радња
Три тинејџерке балансирају сексуални живот, алкохол и стара и нова пријатељства током еуфоричног распуста на грчком острву познатом по журкама. Тара, Скај и Ем, планирају своје најбоље лето. У грчком градићу Малија нема чега нема. Пиће, клубови, добра музика и добри типови су као састојци свих журки над журкама. Тара има две мисије, да се добро забави и напокон да има секс. Наиме, једина је у друштву која „то” још увек није обавила.

## Улоге
| Глумац           | Улога |
| ---------------- | ----- |
| Мија Макена Брун | Тара  |
| Шон Томас        | Баџер |
| Лара Пик         | Скај  |
| Енва Луис        | Ем    |
| Самјуел Ботомли  | Педи  |
| Лора Амблер      | Пејџ  |
| Ејли Лоун        | Фи    |
| Дејзи Џели       | Џема  |